# Kamienica przy ulicy Złotej 5 w Lublinie
Kamienica Złota 5 – zabytkowa trzypiętrowa kamienica renesansowa na Starym Mieście w Lublinie. Wpisana do rejestru zabytków pod numerem A/554 z dnia 29.12.1971. Posiada dwie oficyny, tylną, z gankami komunikacyjnymi oraz boczną.

## Historia
Kamienica przy ul Złotej 5 była pierwszą z notowanych w istniejących dokumentach kamienicą przy ul. Złotej i pochodzą z początku XVI wieku (1518 r.). Pierwszym znanym właścicielem był sędzi ziemski Maciejowski, który przekazał kamienicę Stanisławowi Kuropatwie z łańcuchowa. Kamienica należała do różnych właścicieli prywatnych. W 1699 roku przeszła w posiadanie Kośmińskich, w 1730 roku należała do Jadwigi Niemyskiej, która przekazała ją siostrom miłosierdzia. W latach 1730–1736 siostry prowadziły w nim szpital, na następnie spełniała funkcje mieszkalne. W roku 1868 budynek przeszedł na własność rządu, a w 1876 został sprzedany Andrzejowi Gwoździowskiemu, który w 1879 roku ją sprzedał. W ciągu parudziesięciu kolejnych lat była wielokrotnie sprzedawana. W okresie I wojny światowej oraz w okresie II Rzeczypospolitej kamienica należała do Noecha Borenkrauta. W 1933-1935 roku kamienica była remontowana i nadbudowana. W 1946 roku jako mienie pożydowskie został przejęta przez Administrację Okręgowego Urzędu Likwidacyjnego, w dwa lata później przekazana Wydziałowi Nieruchomości Zarządu Miejskiego. W 1948-1949 oraz 1957-1958 była w niej przeprowadzane prace remontowe.
Obecnie kamienica znajduje się w złym stanie, obecny właściciel komunalna spółka „Kamienica miasta” planuje generalny remont i przeznaczenie budynku na apartamenty na wynajem.
Od strony ul. Dominikańskiej zachowały się fragmenty renesansowego obramienia okiennego.